# Фахтна Фахах
Фахтна Фахах (ірл. Fachtna Fáthach) він же: Фахтна Мудрий, Фахтна мак Каса — верховний король Ірландії. Час правління: 110 — 94 до н. е. (згідно з «Історією Ірландії» Джеффрі Кітінга) або 159 — 143 до н. е. (відповідно до «Хроніки Чотирьох Майстрів»). Син Каса або Росса (ірл. Cas, Ross). 

## Прихід до влади
Прийшов до влади в результаті перемоги над попереднім верховним королем Ірландії на ймення Дуї Далта Дедад (ірл. Dui Dallta Dedad) в битві під Ард Брестіне (ірл. Árd Brestine). Деякі історичні перекази розповідають, що він був коханцем Несс (ірл. Ness) дочки Еохайда Салбуйде (ірл. Eochaid Sálbuide) — короля Уладу (Ольстера), і батько її сина — Конхобара мак Несса (ірл. Conchobar mac Nessa) — майбутнього легендарного короля Уладу, ключового персонажу всього уладського циклу давніх ірландських скела. 

## Правління
Правив Ірландією 16 або  25 років (за різними переказами). Здійснив візит у васальне королівство Улад. Під час його перебування в Уладі васальний йому король Коннахту Еоху Фейдлех (ірл. Eochu Feidlech) здійняв проти нього повстання, зібрав армію і рушив на Тару — столицю верховних королів Ірландії. Обурений цим вчинком Фахтна Фахах викликав Еоху Фейдлеха на бій. Еоху Фейдлех погодився, призначивши місце битви в Лейтір Руад (ірл. Leitir Ruad) у Коранні ( ірл. Corann) (королівство Каннахт). Фахтна Фахах зібрав армію в королівстві Улад і рушив на війну. Під час битви Фахтна Фахах був розбитий і оточений, під час бою Еоху Фейдлех відсік голову Фахтна Фахаху і сам став верховним королем Ірландії. 
«Книга захоплень Ірландії» відносить його правління до часів війни між Цезарем і Помпеєм, але Чотири Майстри і Джеффрі Кітінг відносять його правління до давніших часів. 